# Monte Sanford
Il monte Sanford è un vulcano degli Stati Uniti d'America, situato nello Stato dell'Alaska. Si trova all'interno del Wrangell-St. Elias National Park and Preserve, e con i suoi 4.949 m s.l.m. rappresenta la seconda vetta più elevata della catena montuosa dei monti Wrangell..
La prima ascesa risale al 21 luglio 1938 ad opera di Terris Moore e Bradford Washburn.